# یوسوکه گوندو
یوسوکه گوندو (انگلیسی: Yusuke Gondo؛ زادهٔ ۷ اکتبر ۱۹۸۲) بازیکن فوتبال اهل ژاپن است.
از باشگاه‌هایی که در آن بازی کرده‌است می‌توان به باشگاه فوتبال کونسادول ساپورو اشاره کرد.